# Agustí Pons i Mir
Agustí Pons i Mir (Barcelona, 20 de juny de 1947) és un periodista i escriptor català, que exercí de director de la Revista de Catalunya entre 2018 i 2021.

## Carrera professional
Va estudiar periodisme (1964-1967) a l'Escola de Periodisme de l'Església a Barcelona i després va convalidar el títol a l'Escola Oficial de Periodisme de Madrid (1973). L'any 1964 va entrar a treballar a El Noticiero Universal, on va organitzar la secció de Catalunya i va crear el Suplement Literari. També va ser redactor de Destino i director d'Oriflama. El 1976 va formar part de l'equip fundador del diari Avui —on va ser, successivament, cap de les seccions de Cultura i Opinió, responsable del Suplement Literari i, finalment, subdirector de les àrees d'Opinió, Cultura i Espectacles. Editorialista durant molts anys, la seva columna “Figures, paisatges” li va valer el premi Ciutat de Barcelona de periodisme (1991). Del 1981 al 1984 va exercir de Cap del Gabinet del conseller de Cultura Max Cahner, en el primer govern de Jordi Pujol. Com a escriptor, ha destacat en el camp de la biografia i del memorialisme. Des de maig del 2018 fins al desembre del 2021 va dirigir la Revista de Catalunya.
El 2015 li fou concedida la Creu de Sant Jordi «per la seva significativa presència en el panorama periodístic del darrer mig segle a Catalunya».

## Obres

### Poesia
- Cossos i fets (1977)
- Tractat de geografia (1980)
- Signe i desig (1987)
- Temps d'esbrotar (1989)
- Metàfora (2009)

### Biografies i assaig
- Converses amb Frederica Montseny (1977)
- Tretze contes llibertaris (1981)
- Retrats contemporanis (1991)
- Deu daus (1991) (Premi Joan Fuster d'assaig i Premi Nacional d'assaig)
- Joan Triadú, l'impuls obstinat (1994)
- Pere Calders, veritat oculta. (1998)
- Maria Aurèlia Capmany. L'època d'una dona (2000); segona edició, 2018 (Premi Serra d'Or de biografies i memòries)
- Nèstor Luján, el periodisme liberal (2004) (Premi Crítica Serra d'Or de biografies i memòries, 2005)
- Temps indòcils (2007)
- Cartes a Clara, una periodista del segle xxi (2010)
- Espriu, transparent (2013) (Premi Quima Jaume, de Cadaqués, a la trajectòria literària)
- 1914-2014: Per entendre l'Europa del segle XX (2014)
- Bàrbara (2015)
- Zuric, 1917: Lenin, Joyce, Tzara (2017)
- Crònica al marge (2019)